# 沙耶韦特
沙耶韦特（法語：Chaillevette，法語發音：[ʃajvɛt]）是法国滨海夏朗德省的一个市镇，位于该省西部，属于罗什福尔区。

## 地理
沙耶韦特（45°43'54"N, 1°4'10"W）面积10.03 平方千米，位于法国新阿基坦大区滨海夏朗德省，该省份为法国西部滨海省份，北起旺代省，西临大西洋，南至吉倫特省，东南接多爾多涅省，东北接德塞夫勒省接壤，东临夏朗德省。
与沙耶韦特接壤的市镇（或旧市镇、城区）包括：布勒耶、埃托勒、勒加、瑟德尔河畔尼约勒、圣奥古斯坦。

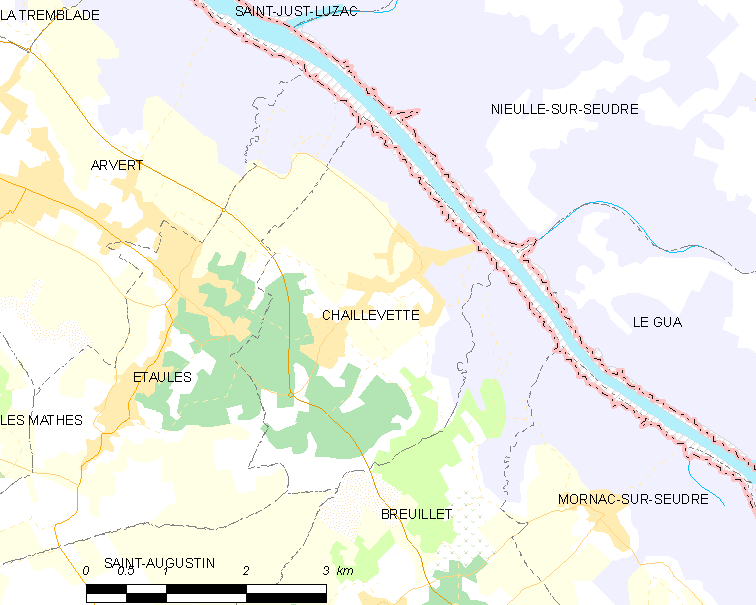
沙耶韦特的OSM定位图

沙耶韦特的时区为UTC+01:00、UTC+02:00（夏令时）。

## 行政
沙耶韦特的邮政编码为17890，INSEE市镇编码为17079。

## 政治
沙耶韦特所属的省级选区为拉特朗布拉德县。

## 人口

1962-2008年间沙耶韦特人口变化图示

沙耶韦特于2022年1月1日时的人口数量为1652人。